# Camellia cordifolia
Camellia cordifolia är en tvåhjärtbladig växtart som först beskrevs av Metcalf, och fick sitt nu gällande namn av Takenoshin Nakai. Camellia cordifolia ingår i släktet Camellia och familjen Theaceae. Utöver nominatformen finns också underarten C. c. glabrisepala.